# 鈴木慎吾
鈴木 慎吾（すずき しんご、1978年3月20日 - ）は、埼玉県鴻巣市出身の元サッカー選手、サッカー指導者。現役時代のポジションはミッドフィールダー。

## 来歴
1996年に浦和レッドダイヤモンズユースからトップチームに昇格を果たすが、わずか1年で戦力外となり関東1部リーグの横河電機（現・東京武蔵野シティFC）で契約社員として勤務しながらアマチュア選手としてプレーしていた。
横河でのプレーが目に留まり、1999年よりアルビレックス新潟に入団。2000年のJリーグ ディビジョン2（J2）での古巣・浦和と対戦時には、ホームの2試合ではいずれもゴールを挙げ、見事に恩返しを果たした。
新潟に3年在籍し、J1昇格を果たせないで居たが、2002年にJ1の京都パープルサンガ（現：京都サンガF.C.）からオファーがあり、レンタル移籍。鈴木にとって初となるJ1でのプレーが叶った。京都には2年在籍し、2002年の天皇杯優勝に貢献するなど、その能力が国内トップリーグで通用する事を成績で証明した2年間となった。
2004年、J1に昇格を果たした新潟に復帰。同年J1アシストランキング上位、2006年は9得点と自身の最多ゴール記録を更新し、「新潟の顔」として活躍した。
2007年途中から大分トリニータに期限付き移籍。降格の危機にあった大分の救世主として活躍。J1残留に貢献し、古巣であり選手としての本籍を置く新潟との最終戦では、1ゴール1アシストとまたも古巣に強い所を見せた。また、J1アシストランキング4位と好成績を収め、大分に欠かせない戦力となった。2008年からは大分に完全移籍となり、副キャプテンを務めた。
2009年12月4日、クラブ公式ホームページより戦力外通告を受けたことが発表された。
2010年に7年ぶりに京都に復帰したが、出場機会には恵まれず2011年に退団。
2012年、東京ヴェルディへ移籍。同年8月8日よりギラヴァンツ北九州に期限付き移籍。同年限りで北九州への期限付き移籍を満了。
2013年、アルビレックス新潟シンガポールへ完全移籍。2013年シーズンを最後に現役を引退した。
2014年4月2日、京都のホームタウンアカデミーコーチに就任。2015年より京都の強化部スカウトへの就任が発表された。

## 所属クラブ
- 浦和レッドダイヤモンズユース（埼玉県立大宮武蔵野高等学校）
- 1996年 浦和レッドダイヤモンズ
- 1997年 - 1998年 横河電機
- 1999年 - 2007年 アルビレックス新潟
  - 2002年 - 2003年 京都パープルサンガ (期限付き移籍)
  - 2007年7月 - 同年12月 大分トリニータ (期限付き移籍)
- 2008年 - 2009年 大分トリニータ
- 2010年 - 2011年 京都サンガF.C.
- 2012年 東京ヴェルディ
  - 2012年8月 - 同年12月 ギラヴァンツ北九州 (期限付き移籍)
- 2013年 アルビレックス新潟シンガポール

## 個人成績
| 国内大会個人成績 | 国内大会個人成績 | 国内大会個人成績 | 国内大会個人成績 | 国内大会個人成績                       | 国内大会個人成績 | 国内大会個人成績 | 国内大会個人成績 | 国内大会個人成績 | 国内大会個人成績 | 国内大会個人成績 | 国内大会個人成績 |
| 年度             | クラブ           | 背番号           | リーグ           | リーグ戦                               | リーグ戦         | リーグ杯         | リーグ杯         | オープン杯       | オープン杯       | 期間通算         | 期間通算         |
| 年度             | クラブ           | 背番号           | リーグ           | 出場                                   | 得点             | 出場             | 得点             | 出場             | 得点             | 出場             | 得点             |
| 日本             | 日本             | 日本             | 日本             | リーグ戦                               | リーグ戦         | リーグ杯         | リーグ杯         | 天皇杯           | 天皇杯           | 期間通算         | 期間通算         |
| ---------------- | ---------------- | ---------------- | ---------------- | -------------------------------------- | ---------------- | ---------------- | ---------------- | ---------------- | ---------------- | ---------------- | ---------------- |
| 1996             | 浦和             | -                | J                | 0                                      | 0                | 0                | 0                | 0                | 0                | 0                | 0                |
| 1997             | 横河電機         | -                | 関東             |                                        |                  | -                | -                | -                | -                |                  |                  |
| 1998             | 横河電機         | -                | 関東             |                                        |                  | -                | -                | -                | -                |                  |                  |
| 1999             | 新潟             | 17               | J2               | 30                                     | 8                | 2                | 0                | 3                | 0                | 35               | 8                |
| 2000             | 新潟             | 17               | J2               | 40                                     | 11               | 2                | 0                | 3                | 3                | 45               | 14               |
| 2001             | 新潟             | 9                | J2               | 42                                     | 16               | 2                | 0                | 3                | 0                | 47               | 16               |
| 2002             | 京都             | 14               | J1               | 30                                     | 7                | 6                | 3                | 5                | 0                | 41               | 10               |
| 2003             | 京都             | 7                | J1               | 30                                     | 1                | 4                | 0                | 1                | 0                | 35               | 1                |
| 2004             | 新潟             | 18               | J1               | 30                                     | 5                | 5                | 2                | 1                | 0                | 36               | 7                |
| 2005             | 新潟             | 18               | J1               | 29                                     | 4                | 6                | 0                | 1                | 0                | 36               | 4                |
| 2006             | 新潟             | 18               | J1               | 34                                     | 9                | 5                | 1                | 2                | 0                | 41               | 10               |
| 2007             | 新潟             | 18               | J1               | 17                                     | 0                | 4                | 0                | -                | -                | 21               | 0                |
| 2007             | 大分             | 11               | J1               | 15                                     | 3                | -                | -                | 2                | 0                | 18               | 3                |
| 2008             | 大分             | 11               | J1               | 34                                     | 2                | 9                | 2                | 1                | 0                | 44               | 4                |
| 2009             | 大分             | 11               | J1               | 21                                     | 0                | 1                | 0                | 0                | 0                | 22               | 0                |
| 2010             | 京都             | 11               | J1               | 3                                      | 0                | 3                | 0                | 0                | 0                | 6                | 0                |
| 2011             | 京都             | 11               | J2               | 4                                      | 1                | -                | -                | 0                | 0                | 4                | 1                |
| 2012             | 東京V            | 13               | J2               | 0                                      | 0                | -                | -                | -                | -                | 0                | 0                |
| 2012             | 北九州           | 29               | J2               | 9                                      | 0                | -                | -                | 1                | 0                | 10               | 0                |
| シンガポール     | シンガポール     | シンガポール     | シンガポール     | リーグ戦                               | リーグ戦         | リーグ杯         | リーグ杯         | シンガポール杯   | シンガポール杯   | 期間通算         | 期間通算         |
| 2013             | 新潟S            | 9                | Sリーグ          | 24                                     | 5                | 4                | 1                | 1                | 0                | 29               | 6                |
| 通算             | 日本             | 日本             | J1               | 244                                    | 31               | 43               | 8                | 13               | 0                | 291              | 37               |
| 通算             | 日本             | 日本             | J2               | 125                                    | 36               | 6                | 0                | 10               | 3                | 141              | 39               |
| 通算             | 日本             | 日本             | 関東             | \|\|\|\|colspan="2"\|-\|\|\|\|\|\|\|\| |                  |                  |                  |                  |                  |                  |                  |
| 通算             | シンガポール     | シンガポール     | Sリーグ          | 24                                     | 5                | 4                | 1                | 1                | 0                | 29               | 6                |
| 総通算           | 総通算           | 総通算           | 総通算           | 393                                    | 72               | 53               | 9                | 24               | 3                | 470              | 84               |

その他の公式戦
- 2003年
  - スーパーカップ 1試合0得点
- 2009年
  - パンパシフィックチャンピオンシップ 2試合0得点

- Jリーグ出場記録
  - 2002年、2003年、2004年、2005年、2006年、2007年、2008年、2009年、2010年、2011年、2012年、2012年

## エピソード
- 実家は埼玉県鴻巣市（旧吹上町）にて、蕎麦通の間では有名な蕎麦屋を営んでおり、関東へ遠征する際にわざわざ立ち寄る大分や新潟のサポーターもいる。店では大分トリニータ所属時代の公式戦開催日に店舗入口にトリニータの旗を掲げたり、また、近隣のNACK5スタジアム大宮で大宮対新潟戦が行われた際には、試合後に立ち寄る古巣・新潟サポーターを歓迎すべく、アルビレックスの旗が取り付けられる（2008年）など、旧所属・現所属を問わず親しまれている。